# 新人類 (ゲーム)
『新人類』（しんじんるい）は、ハドソンが開発しリコーエレメックス（「rix soft」名義）より1987年2月10日に発売されたファミリーコンピュータ用アクションシューティングゲーム。1989年8月には、北米版『Adventures of Dino Riki』がハドソンより発売されている。

## 概要
巨大な恐竜が歩き回っていた大昔の時代を舞台に、人類の先祖とされる若者のマックス（北米版の名前は「Dino Riki」）の冒険を描いた作品。タイトルの『新人類』はマックスを指す言葉だが、由来としては、当時の新人プログラマーが中心となって開発したこと、および、発売前年の1986年に「新人類」という言葉が流行語大賞に選ばれたことから名付けられた。なお、パッケージイラストには女の子が描かれているが作品内には登場しない。
本作はプロレスラーの長州力とのタイアップが行われており、ゲーム内でマックスが特定のアイテムを取ると長州をモチーフにした「リキ」に変身し、長州の得意技である「リキラリアート」のポーズをとった分身を放って攻撃するという要素がある。また、当時ハドソン社員だった高橋名人と長州がテレビCMで共演したほか、1986年に両国国技館で開催されたハドソンのイベント「国技館 by ハドソン」では長州がゲストとして登場した。
ファミリーコンピュータには参入メーカーの販売数に制限がありハドソンは年間5作品までとなっていたことから、より多く販売するためにリコーとともに新ブランドのrix softが立ち上げられた。

## システム
ゲームシステムは、コナミが1986年に発売したMSX用ソフト『魔城伝説』を意識したものになっている。
全4ステージのうち、第3ステージまではそれぞれ1つのエリアのみだが、第4ステージのみ4つのエリアが連続している。各ステージは強制縦スクロールで進行し、ステージの終点にある洞窟内のボスを倒せばステージクリア。第4ステージをクリアすると第1ステージに戻り、敵が強化された状態でゲームが再開される。
マックスは武器の投擲とジャンプのアクションを行う。初期状態の武器は石。後述のパンチパネルを取得するごとに「石→オノ→ブーメラン→タイマツ」と強化され、ダメージを受けることで1段階ダウンする。ライフが0になる、また即死地形への落下でミスになると残り数が1つ減り、その場で復活する。残り数がなくなるとゲームオーバーとなる。

## パネル
ステージ上の障害物に武器を当てると以下のパネルが出現する。このうち「トリ」「リキ」「スター」は一見すると何もない特定の場所に隠されている。
肉
ライフが全回復する。
ハート
ライフの上限が1つ増える。
クツ
移動スピードが速くなる。
パンチ
武器の強さが1段階アップする。最上位の武器であるタイマツ状態の時にパンチパネルを取得すると画面上の全ての敵を一掃できる。
トリ
空中に浮き、通常ならば落下してミスとなる地形の上を通過できる。
リキ
「リキ」に変身し、敵を貫通する分身を飛ばして攻撃する。なお、ボス戦時には変身が解除される。
ダイヤ
ボーナスアイテム。ダメージを受けない状態を保ちながら6個連続で取得すると残り数が1人増える。
スター
画面上の全ての敵を一掃する。

## ボスキャラクター
プテラノドン
第1ステージおよび第4ステージエリア1のボス。左右に羽ばたきながら炎を吐く。
チラノザウルス
第2ステージおよび第4ステージエリア2のボス。前後左右に移動しながら炎を吐く。
大コブラ
第3ステージおよび第4ステージエリア3のボス。瞬間移動しながら炎を吐く。
巨大バエ
第4ステージエリア4に登場する最終ボス。左右に羽ばたきながら弾を放ち、小さなハエが次々に襲ってくる。